# Weiser (film)
Pour les articles homonymes, voir Weiser.
Pour plus de détails, voir Fiche technique et Distribution.
Weiser est un film polonais réalisé par Wojciech Marczewski, sorti en 2001.

## Synopsis
Pawel Heller retourne dans sa ville natale et par à la recherche d'un camarade de classe disparu.

## Fiche technique
- Titre : Weiser
- Réalisation : Wojciech Marczewski
- Scénario : Wojciech Marczewski, avec la collaboration de Maciej Strzembosz et Tony Grisoni d'après le roman Weiser Dawidek de Paweł Huelle
- Musique : Zbigniew Preisner
- Photographie : Krzysztof Ptak
- Montage : Milenia Fiedler
- Production : Krzysztof Zanussi
- Société de production : Zespół Filmowy Tor, Telewizja Polska, HBO Polska, Studio A., Vega Film, Provobis Gesellschaft für Film und Fernsehen et Magic Hour Films
- Pays :  Pologne,  Suisse,  Allemagne,  Danemark et  France
- Genre : drame
- Durée : 95 minutes
- Dates de sortie : 
  -  Pologne : 18 janvier 2001

## Distribution
- Marek Kondrat : Pawel Heller
- Krystyna Janda : Elka
- Juliane Köhler : Juliana
- Teresa Marczewska : Sedzina
- Zbigniew Zamachowski : Kolota
- Krzysztof Globisz : Szymek
- Michael Mendl : le fou
- Piotr Fronczewski : Piotr Korolewski
- Ewa Wencel : la mère d'Elka

## Distinctions
Le film a été présenté en sélection officielle en compétition lors de Berlinale 2001.